# Никитино (Щучанский район)
Никитино — деревня в Щучанском районе Курганской области. Входит в состав Пуктышского сельсовета.

## История
До 1917 года входила в состав Чумлякской волости Челябинского уезда Оренбургской губернии. По данным на 1926 год состояла из 268 хозяйств. В административном отношении являлась центром Никитинского сельсовета Щучанского района Челябинского округа Уральской области.

## Население
| 1989 | 2002 | 2010 |
| ---- | ---- | ---- |
| 106  | ↗112 | ↘53  |

По данным переписи 1926 года в деревне проживало 1393 человека (648 мужчин и 745 женщин), в том числе: русские составляли 100 % населения.